# Ribe
Ribe (in tedesco Ripen) è la città più antica della Danimarca. Situata nella penisola dello Jutland, fa parte del comune di Esbjerg nella regione della Danimarca Meridionale (Syddanmark); in precedenza, fino al 1º gennaio 2007 è stata capoluogo dell'omonima contea.

## Storia

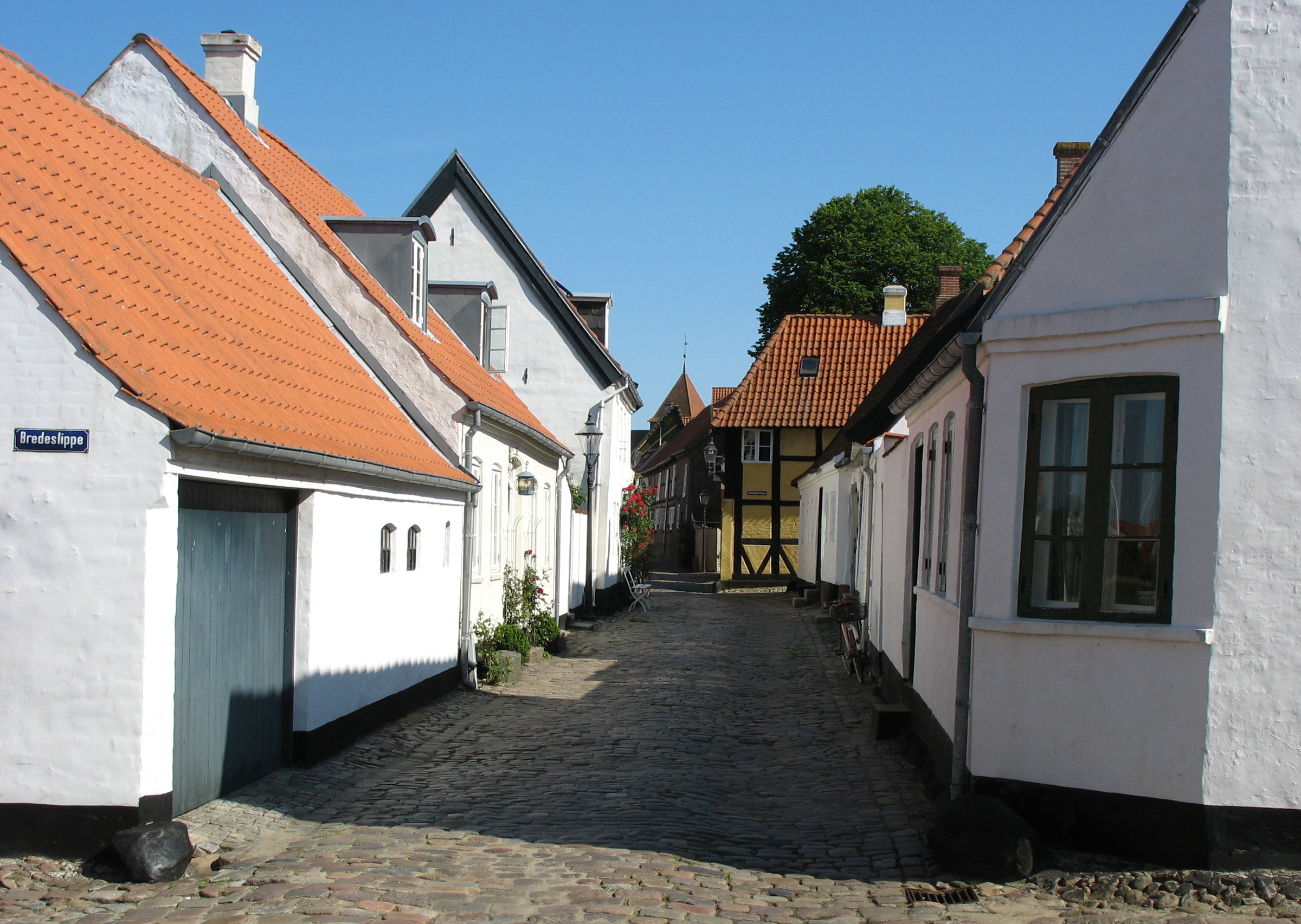
Vecchia strada di Ribe.

Le origini della cittadina risalgono agli anni 704-710, tempo della costruzione dei primi insediamenti. Il nome Ribe deriverebbe dal danese antico (contaminato dal latino) ripa, cioè riva o sponda (nei documenti del XIV sec. è nominata come "Portus Ripeis"). L'insediamento iniziale consisteva di una settantina di case, più elevate nella parte centrale e attraversate da un canale. Il Ribe scorre attraverso il villaggio, crea paludi e sfocia a Vadehavet presso Kammerslusen.
Nell'860 l'arcivescovo di Brema-Amburgo, Oscar di Brema, nell'iniziare la missione di "portare il cristianesimo al Nord", chiese al re di Danimarca, Horik II "il fanciullo", nipote di Horik I, che la prima cattedrale scandinava fosse costruita a Ribe. La richiesta non era casuale, dal momento che Ribe all'epoca era già una delle città commerciali più importanti in Scandinavia. Tuttavia la presenza di un vescovo, e quindi di una cattedrale, può essere confermata a Ribe solo dall'anno 948.
Attualmente l'abitato presenta numerosi e ben conservati edifici antichi, e molti edifici sono sotto la tutela delle belle arti. Il più antico municipio della Danimarca si trova in von Støckens Plads a Ribe; l'edificio risale al 1496. Nel 1709 alcuni alloggi furono acquisiti dal municipio. A Ribe si trovano anche un antico duomo Ribe Domkirke (della Chiesa luterana danese) e il museo provinciale più antico di Danimarca. Ribe è famosa anche per un nido di cicogne, visibile sul tetto di una casa del centro, in cui ogni anno tali volatili fanno ritorno. Il 26 giugno 1269 re Erik V Klipping stilò nella sua corte di Nyborg lo "Statuto di Ribe". La legge è anche nota come Riber Ret e per la sua severità ("Ringrazia Dio, figliuolo", disse la donnaccia che aveva visto suo figlio impiccato alla forca di Varde, "che non hai a che fare col Riber Ret").
Il 3 settembre 1580 un grande incendio distrusse gran parte della città (11 strade e 213 case bruciate). L'11-12 ottobre 1634 le acque invasero Ribe e salirono 6,1 metri sopra il livello normale. Il 1º gennaio 1970 il territorio comunale fu fortemente ampliato annettendo tutta la propria centena composta dalle parrocchie di Farup (865 abitanti), Hjortlund (393), Kalvslund (399), Mandø (136), Obbekær (294), Seem (821) e Vester Vedsted (1.258), le due parrocchie a nord di Vinslev (765) e Jernved (1.533), e pure tre parrocchie a sud che erano state tedesche prima della Grande guerra, Hviding (750), Roager (698) e Spandet (621), per un totale di 17.182 anime. Il 1º gennaio 2007 il Comune di Ribe si fuse con i comuni di Esbjerg e Bramming, formando il nuovo comune di Esbjerg.

## Monumenti e luoghi d'interesse
- Cattedrale di Ribe
- Sankt Catharinæ kirke, la Chiesa di Santa Caterina, costruita nel XV secolo in stile gotico su un precedente convento dei Domenicani del 1228. Sulla facciata è una torre costruita nel 1617 in sobrie forme romaniche.

### Musei
- Museo vichingo di Ribe
- Museo d'arte di Ribe
- Centro vichingo di Ribe
- Collezione di antichità
- Mulino Mandø (Mandø Mølle)
- Casa Mandø (Mandø Mølle)
- La piccola casa di Ribe

## Società

### Istituzioni, enti e associazioni
Esistono a Ribe vari istituti scolastici, quali: lo statsseminarium, il ginnasio (Ribe Katedralskole), una handelsskole (ragioneria) ed il VUC.
Bramming, fino al 1º gennaio 2007 è stato un comune danese situato contea del Ribe, il comune aveva una popolazione di 13 638 abitanti (2005) e una superficie di 170 km².
Dal 1º gennaio 2007, con l'entrata in vigore della riforma amministrativa, il comune di Ribe è stato soppresso e accorpato ai comuni di Bramming e Esbjerg per dare luogo al riformato comune di Esbjerg compreso nella regione di Syddanmark.

## Sviluppo demografico
La tabella mostra lo sviluppo demografico di Ribe (come comune autonomo, al 2007). I dati anteriori al XVIII secolo sono solo stime.
| Anno | Popolazione |
| ---- | ----------- |
| 1500 | ~5 000      |
| 1591 | ~4 500      |
| 1641 | ~3 500      |
| 1672 | ~2 000      |

| Anno | Popolazione |
| ---- | ----------- |
| 1769 | 1 827       |
| 1801 | 1 994       |
| 1850 | 2 984       |
| 1901 | 4 243       |

| Anno | Popolazione |
| ---- | ----------- |
| 1974 | 8 256       |
| 1980 | 18 051      |
| 1985 | 17 981      |
| 1990 | 17 872      |

| Anno | Popolazione |
| ---- | ----------- |
| 1995 | 18 234      |
| 1999 | 18 191      |
| 2000 | 18 112      |
| 2003 | 18 107      |

## Amministrazione

### Gemellaggi
- Balleroy
- Ely
- Güstrow
- Krems[Quale delle varie?]
- Leikanger
- Ratzeburg
- Strängnäs

## Curiosità
La Fondazione Amici della città di Ribe tiene i contatti tra gli amici della città.
È un'associazione privata fondata nel 1983.